# Australian Championships 1946
| ◄ Australian Championships 1946 ► | ◄ Australian Championships 1946 ► |
| --- | --------------------------------- |
| Datum: | 19. Januar – 29. Januar 1946      |
| Auflage: | 34. Australian Championships      |
| Ort: | Adelaide                          |
| Belag: | Rasen                             |
| Titelverteidiger |                                   |
| Herreneinzel: | Adrian Quist                      |
| Dameneinzel: | Nancye Bolton                     |
| Herrendoppel: | John Bromwich Adrian Quist        |
| Damendoppel: | Thelma Long Nancye Bolton         |
| Mixed: | Nancye Wynne Colin Long           |
| Sieger |                                   |
| Herreneinzel: | John Bromwich                     |
| Dameneinzel: | Nancye Bolton                     |
| Herrendoppel: | John Bromwich Adrian Quist        |
| Damendoppel: | Joyce Fitch Mary Bevis            |
| Mixed: | Nancye Bolton Colin Long          |
| Grand Slams 1946 |                                   |
| - Australian Championships - Internationale französische Tennismeisterschaften - Wimbledon Championships - U.S. National Championships |                                   |

Die 34. Australian Championships waren ein Tennis-Rasenplatzturnier der Klasse Grand Slam, das von der ILTF veranstaltet wurde. Es fand vom 19. bis 29. Januar 1946 in Adelaide, Australien statt.
Titelverteidiger im Einzel waren Adrian Quist bei den Herren sowie Nancye Bolton bei den Damen. Im Herrendoppel waren John Bromwich und Adrian Quit, im Damendoppel Thelma Long und Nancye Bolton die Titelverteidiger. Im Mixed waren Nancye Bolton und Colin Long die Titelverteidiger.

## Herreneinzel
| Nr. | Spieler       | Erreichte Runde |
| --- | ------------- | --------------- |
| 01. | John Bromwich | Sieg            |
| 02. | Adrian Quist  | Halbfinale      |
| 03. | Dinny Pails   | Finale          |
| 04. | Harry Hopman  | Viertelfinale   |

| Nr. | Spieler        | Erreichte Runde |
| --- | -------------- | --------------- |
| 05. | Jack Crawford  | 3. Runde        |
| 06. | Geoffrey Brown | Halbfinale      |
| 07. | Lionel Brodie  | Viertelfinale   |
| 08. | Jack Harper    | Viertelfinale   |

## Dameneinzel
| Nr. | Spielerin     | Erreichte Runde |
| --- | ------------- | --------------- |
| 01. | Nancye Bolton | Sieg            |
| 02. | Nell Hopman   | Viertelfinale   |
| 03. | Thelma Long   | Viertelfinale   |
| 04. | Joan Hartigan | Viertelfinale   |

| Nr. | Spielerin         | Erreichte Runde |
| --- | ----------------- | --------------- |
| 05. | Constance Wilson  | Halbfinale      |
| 06. | Alison Hattersley | Achtelfinale    |
| 07. | Dulcie Whittaker  | Viertelfinale   |
| 08. | Joyce Fitch       | Finale          |

## Damendoppel
| Nr. | Paarung                         | Erreichte Runde |
| --- | ------------------------------- | --------------- |
| 01. | Nancye Bolton Thelma Long       | Finale          |
| 02. | Mary Bevis Joyce Fitch          | Sieg            |
| 03. | Nell Hopman Dulcie Whittaker    | Viertelfinale   |
| 04. | Joan Hartigan Alison Hattersley | Halbfinale      |